# Nocino

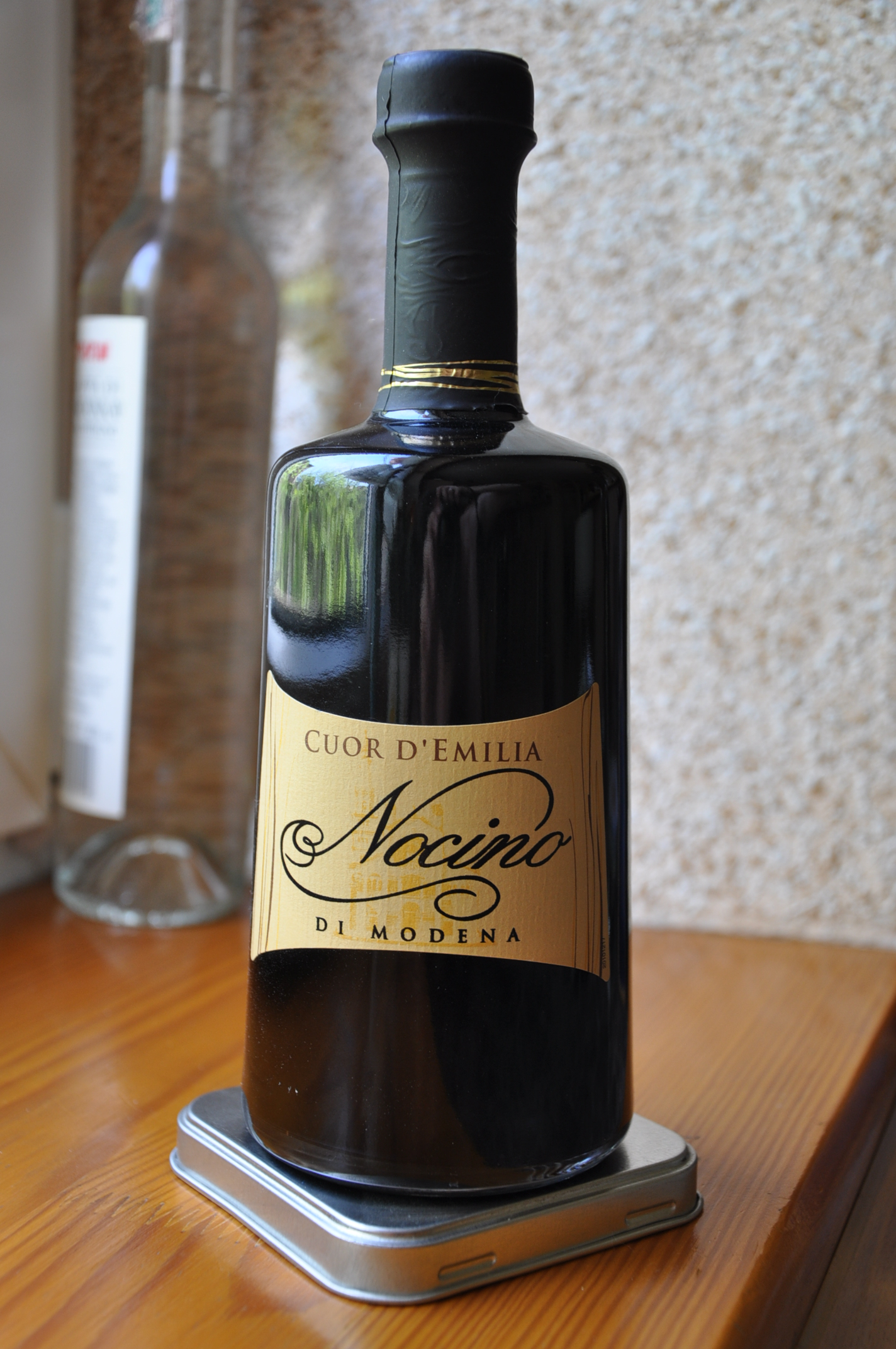
Una botella de Nocino.

El nocino es un licor marrón oscuro pegajoso originario de la región de Emilia-Romaña (norte de Italia). Se elabora con nueces verdes maceradas en alcohol, y tiene un sabor aromático pero agridulce. Puede prepararse en casa, estando también disponible comercialmente embotellado. Las versiones industriales suelen tener un 40% de alcohol por volumen, u 80 grados.
Se cree que el nocino fue producido originalmente por los celtas, y en la Edad Media los monasterios italianos lo usaban por sus propiedades medicinales y también como delicia alcohólica.